# Переходные болота междуречья рек Вори и Шани
Переходные болота междуречья рек Вори и Шани — государственный природный заказник (комплексный) регионального (областного) значения Московской области, целью которого является сохранение ненарушенных природных комплексов, их компонентов в естественном состоянии; восстановление естественного состояния природных комплексов, нарушенных осушительной мелиорацией прошлых десятилетий, поддержание экологического баланса. Заказник предназначен для:
- сохранения и восстановления природных комплексов;
- сохранения местообитаний редких видов растений и животных.

Местонахождение: Московская область, Можайский городской округ, сельское поселение Замошинское, в 3 км к северо-западу от деревни Кусково. Площадь заказника составляет 402,7 га. Заказник включает кварталы 55, 56, 64 и 65 Семеновского участкового лесничества Бородинского лесничества.

## Описание
Территория заказника приурочена к Смоленской возвышенности и относится к бассейну реки Оки. Заказник занимает плоскую поверхность в районе локального водораздела бассейнов рек Вори и Шани, центральная часть которой понижена и полностью заболочена. Абсолютные высоты территории колеблются от 245 до 255 м. Коренные породы, подстилающие рыхлую четвертичную толщу, представлены известняками и доломитами каменноугольной системы.
Западная часть заказника (до 40 процентов от его площади) относится к привершинной части плоской моренной равнины, сложенной покровными суглинками, залегающими на моренных каменистых суглинках. Аналогичная моренная равнина прилегает к заказнику с востока, входя в его состав узкой полосой склонов вдоль восточной границы. Наибольшую площадь занимает участок плоской озерно-водно-ледниковой равнины, находящийся в центре и восточной половине заказника и включающий заболоченные котловины и западины с торфом, а также участки днищ ложбин стока.
Центральная и северная части заказника относятся к бассейну реки Вори, левого притока реки Угры. В этой части заказника расположены исток и первые километры течения реки Могиленки, притока реки Вори. Южная часть заказника относится к бассейну реки Шани, левого притока реки Угры. Здесь формируется сток притока реки Шани — река Лопать.
Переувлажненные природные комплексы, в том числе переходные, реже низинные болота, занимают более 50 процентов площади заказника. В прошлом часть болот подвергалась осушительной мелиорации. Водоприемником дренажной сети служит река Могиленка, русло которой в пределах заказника спрямлено. На момент организации заказника мелиоративная сеть пришла в упадок, многие из ранее осушенных природных комплексов находятся в стадии естественного восстановления. Они, как и та часть болот заказника, которая не подверглась мелиорации, и представляют большую научную и природоохранную ценность.
Почвенный покров заказника представлен дерново-подзолистыми, дерново-подзолисто-глеевыми, торфяно-подзолисто-глеевыми, торфяными олиготрофными и эутрофными, гумусо-глеевыми и перегнойно-глеевыми почвами. Наибольшие площади занимают дерново-подзолисто-глеевые, торфяные олиготрофные и эутрофные почвы.

### Флора и растительность
Среди растительных сообществ заказника преобладают влажные, сырые и заболоченные леса, сочетания заболоченных лугов, болот переходного и низинного типа.
Леса свежих местообитаний в пределах заказника представлены березово-осиново-еловыми, берёзово-осиновыми и осиново-берёзовыми с подростом ели, которые являются производными еловых субнеморальных травяно-папоротниково-зеленомошных. Среди них встречаются вкрапления старовозрастных ельников зеленомошных таёжного типа и ельников с мелколиственными и широколиственными породами. В лесах заказника из кустарников доминируют крушина ломкая, среди трав — папоротники, хвощ лесной, гнездовка настоящая, таёжные виды — кислица, плаун годичный, брусника, майник двулистный, лесное влажнотравье — овсяница гигантская, борец северный, гравилат речной, недотрога обыкновенная, любка двулистная.
На влажнотравных опушках и прогалинах в этих лесах зафиксированы мякотница однолистная, пальчатокоренники пятнистый и мясо-красный.
В смешанных елово-лиственных лесах при преимуществе в древостое берёзы пушистой и осины отмечены ель и широколиственные породы — липа мелколистная и клён платановидный. В таких лесах отмечается значительное участие неморальных видов в травяном и кустарниковом ярусах. Из кустарников здесь обычны: лещина, жимолость лесная и волчеягодник обыкновенный. В травяном ярусе преобладают: сныть обыкновенная, вороний глаз, живучка ползучая, подмаренник промежуточный, бор развесистый, зеленчук жёлтый, осока волосистая, медуница неясная, лютик кашубский. Мелколиственные леса заказника являются длительнопроизводными и представлены в основном березняками и осинниками.
В травяном покрове влажнотравно-папоротниково-широкотравных березово-осиново-еловых и елово-осиново-березовых лесов влажных гигротопов присутствуют: пролесник многолетний, борец северный, кочедыжник женский, гравилат речной, хвощ лесной, чистец лесной, скерда болотная, кислица, колокольчик широколистный, дремлик широколистный, зеленчук жёлтый, лютик кашубский, звездчатки жестколистная и дубравная, медуница неясная, осока волосистая, бор развесистый, сныть обыкновенная.
Сырые и заболоченные леса представлены черноольхово-березовыми и пушистоберезовыми. В их травяном ярусе произрастают типичные виды влажнотравья: таволга вязолистная, камыш лесной, герань болотная, скерда болотная, вейник сероватый, крапива двудомная, дудник лесной, паслён сладко-горький, осока сероватая, вербейник обыкновенный, осоки пузырчатая, вздутая и дернистая, хвощ речной, сабельник болотный.
Под пологом лесов различного возраста обычны посадки ели. Травяной ярус посадок составляют помимо иных видов вейник наземный, ландыш майский, земляника лесная, купальница европейская. Местами под пологом развит мёртвый покров.
Для переходных болот территории характерны в древесном ярусе берёза пушистая и сосна обыкновенная. Здесь развит покров из сфагновых мхов и присутствуют некоторые кустарнички, характерные для верховых болот, — багульник болотный, голубика и клюква болотная. В травяном покрове этих болот зафиксированы также вейник сероватый, сабельник болотный, вахта трёхлистная, хвощ лесной, таволга вязолистная и различные виды осок (дернистая и пузырчатая). На мелиорированном в прошлом переходном болоте с сосной в юго-западной части заказника имеется участок с почти сплошным покровом из плауна булавовидного.
Основными видами вейниково-тростниково-осоковых ивняковых с берёзой пушистой болот являются: тростник южный, вейник сероватый, рогоз широколистный, хвощ речной, таволга вязолистная, сабельник болотный, осоки острая и дернистая. Для заболоченных многовидовых красочных серовейниково - и осоково-влажнотравных лугов характерны: вейник сероватый, герань болотная, валериана лекарственная, хвощ луговой, бодяк разнолистный, таволга вязолистная, камыш лесной, горец змеиный, вероника длиннолистная, синюха голубая, дербенник иволистный, дудник лесной, василисник жёлтый, осоки заячья, чёрная, мохнатая.
В дренажных канавах, реке Могиленке и по их берегам обитают типичные водные и пойменные виды растений: ежеголовник всплывший, ряска малая, осоки пузырчатая и вздутая, калужница болотная, дербенник иволистный, хвощ речной, частуха подорожниковая, рдест плавающий, пузырчатка обыкновенная. По краям канав произрастают кустарниковые ивы.

### Фауна
Животный мир территории заказника отличается хорошей сохранностью и репрезентативностью для природных сообществ Московской области. В пределах заказника зафиксировано 80 видов позвоночных животных, относящихся к 16 отрядам четырёх классов, в том числе не менее пяти видов амфибий, один вид пресмыкающихся, 52 вида птиц и 22 вида млекопитающих.
В границах заказника можно выделить четыре основных ассоциации фауны (зооформации): хвойных лесов, лиственных лесов, открытых местообитаний, водно-болотных местообитаний.
Основу населения хвойных лесов составляют: серая жаба, желна, вяхирь, рябчик, тетерев, зяблик, чиж, пеночка-весничка, пеночка-теньковка, зелёная пеночка, певчий дрозд, сойка, желтоголовый королёк, обыкновенный поползень, буроголовая гаичка, лесная куница, рыжая полёвка, белка.
Зооформацию лиственных лесов представляют: остромордая и травяная лягушки, обыкновенная кукушка, рябинник, белобровик, чёрный дрозд, певчий дрозд, зарянка, зяблик, черноголовая славка, пеночка-весничка, пеночка-трещотка, длиннохвостая синица, большая синица, мухоловка-пеструшка, обыкновенный ёж.
По лесным полянам и прогалинам обычны: коростель, канюк, тетерев, лесной конёк, деревенская ласточка, луговой чекан, обыкновенная овсянка, чечевица, щегол, сорока обыкновенная. Среди млекопитающих в этих сообществах наиболее часто отмечаются: крот, тёмная полёвка. Пресмыкающиеся представлены здесь живородящей ящерицей.
Заболоченные луга, низинные и переходные болота заказника служат местом обитания видов водно-болотного фаунистического комплекса. Здесь довольно многочисленны амфибии: обыкновенная чесночница, остромордая, травяная и прудовая лягушки. Среди птиц в этих биотопах гнездятся: вальдшнеп, чёрный коршун, болотный лунь, садовая камышевка, речной сверчок, камышовая овсянка и серый журавль.
Среди млекопитающих в водно-болотных угодьях обитают: обыкновенная кутора, американская норка, водяная полёвка, речной бобр и некоторые другие.
На переходных болотах постоянно обитает глухарь.
На всей территории заказника обитают: бурый медведь, волк, лисица, обыкновенная рысь, барсук, горностай, ласка, лось, косуля, кабан, заяц-беляк, тетеревятник, перепелятник, большой пёстрый дятел.
Особая природоохранная ценность заказника заключается в высокой степени сохранности основных фаунистических элементов естественных переходных и низинных болот, а также таёжных лесов, где представлен как широкий состав фоновых видов животных и растений, так и редких для Московской области.
Территория заказника является местом гнездования и остановки на пролёте серого журавля, а также одно из немногих мест обитания в Московской области филина, бурого медведя и обыкновенной рыси. Здесь же зафиксирована ястребиная сова (вид, после долгого перерыва вернувшийся на гнездовье на территории области).

## Объекты особой охраны заказника
Охраняемые экосистемы: болота переходного типа немелиорированные и находящиеся в стадии естественного восстановления, заболоченные серовейниково - и осоково-влажнотравные луга, болота вейниково-тростниково-осоковые ивняковые с берёзой, участки субнеморальных старовозрастных еловых травяно-папоротниковых лесов с участками таёжных зеленомошных.
Охраняемые в Московской области, а также иные редкие и уязвимые виды растений и их местообитания:
- виды, занесённые в Красную книгу Московской области: мякотница однолистная и пальчатокоренник пятнистый;
- виды, являющиеся редкими и уязвимыми таксонами, не внесённые в Красную книгу Московской области, но нуждающиеся на территории области в постоянном контроле и наблюдении: плаун булавовидный, любка двулистная, пальчатокоренник Фукса, пальчатокоренник мясо-красный, дремлик широколистный, колокольчик широколистный, купальница европейская, гнездовка настоящая, синюха голубая и волчеягодник обыкновенный.

Охраняемые в Московской области, а также иные редкие и уязвимые виды животных и их местообитания, включая местообитания глухаря, тетерева, барсука:
- вид, занесённый в Красную книгу Российской Федерации и в Красную книгу Московской области: филин;
- виды, занесённые в Красную книгу Московской области: обыкновенная чесночница, чёрный коршун, серый журавль, трёхпалый дятел, ястребиная сова, кедровка, бурый медведь и обыкновенная рысь;
- вид, являющийся редким и уязвимым таксоном, не внесённым в Красную книгу Московской области, но нуждающимся на территории области в постоянном контроле и наблюдении: деряба.